# 유상증자
유상증자(有償增資, paid-in capital increase)란 주식회사에서 주식을 추가상장, 즉 더 발행해서 자금을 조달하는 것을 의미한다. ‘증자’(增資)란 ‘자본금을 늘린다’는 뜻이다.

## 개념
유상증자는 쉽게 말하면 기업이 돈이 필요할 때 신규로 자기 회사 주식을 발행해 그 주식을 불특정 다수에게 파는 것이라고 말할 수 있다.
A라는 회사가 있다고 하자. 이 회사의 자본금은 5억 원이다. 그런데 돈이 5억원 더 필요해졌다고 하자. 5억 원의 자본금을 추가로 확보하기 위해서는 액면가 5천 원의 주식 10만 주를 더 발행하면 된다. 새로 발행된 주식은 신주(新株)가 된다. 이처럼 주식을 신규 발행해 자금을 조달하는 것을 유상증자라 한다. 유상증자 때 기업은 이자를 지급하지 않고 자금을 유치할 수 있지만, 기존 주주의 입장에서는 자신이 가진 지분이 희석되므로 보유한 주식의 가치는 떨어지는 것이 보통이다.
유상증자는 기존 주주가 아닌 회사의 특정 연고자에게 새 주식을 살 권리를 주는 방식으로도 이루어지는데, 이를 ‘제3자 배정’이라고 한다. 구조조정기금을 기업에 투입할 때 주로 이용되는 방식이 바로 이 제3자 배정이다. 구조조정기금측은 제3자 배정에 의해서 기업의 주주가 되어 경영에 참여하고, 대신 그 기업은 유상증자로 마련한 돈으로 재무구조를 개선하는 것이다. 금융권에서 자금을 유치하기 힘들 정도로 재무상태가 부실한 기업의 경우, 사채업자를 대상으로 제3자 배정 유상증자를 행하는 경우도 종종 있어서 투자자들에게는 주의가 필요하다.

## 문제점
가장 큰 문제는 '지분 희석'으로 기존 주주들이 피해를 입는다는 점이다. 기업 입장에서는 자금을 조달하는 데 가장 부담이 없는 방식이지만, 전체 주식 수가 늘어나 기존의 지분율은 낮아지므로 기존에 주식을 보유한 주주들에게는 손해가 된다. 예를 들어 A라는 회사의 전체 주식수가 100주이고 B라는 주주가 10주를 소유하고 있을 경우, B의 지분율은 10%가 된다. 이때 회사가 100주를 추가로 유상증자하여 자금을 조달한다면 총 주식 수는 200주가 되어, B의 지분율은 5%로 낮아지게 된다.
만일 성공 가능성이 큰 신규사업을 위해 유상증자를 한다면 오히려 주가가 상승할 수도 있지만, 그러한 경우는 드물다. 따라서 유상증자를 하면 주가는 떨어지는 것이 보통이다.
유상증자를 할 경우, 추가 상장을 한 주식이 다 팔려야 회사가 원하는 만큼의 자금이 모이는데, 추가 상장된 주식을 사람들이 안 살 경우 유상증자는 실패한 셈이 된다. 추가 상장을 한 주식의 양에 비해 팔린 주식의 수가 얼마나 되는가를 '청약률'이라고 한다. 예를 들어 100주를 추가상장했는데 그중 40주만 팔렸다면 청약률은 40%가 되는데, 이는 기업이 원하는 자금의 40%밖에 조달하지 못했다는 의미다.
유상증자를 실시하는 회사들 중에는 사업에서 이익을 내지 못하는 부실한 회사들이 많은 것이 현실이다. 또한 무분별한 유상증자는 기존 주주들의 신뢰를 잃기 쉬우며, 신뢰를 잃은 회사는 유상증자로 자금을 모집하기도 힘들다.

## 참고 문헌
- 두산대백과사전
- 이주명; 김소연; 박기학 (2001). 《손바닥 경제용어》. 사계절. 77쪽. ISBN 89-7196-670-X.